# Horocholina
Horocholina (ukr. Горохолина, Horochołyna) – wieś na Ukrainie, w obwodzie iwanofrankiwskim, w rejonie bohorodczańskim.
W czasie okupacji niemieckiej ukraiński duchowny z Horocholiny Josyp Petrasz niósł pomoc Żydom, za co w 1993 roku Instytut Jad Waszem uhonorował go tytułem Sprawiedliwego wśród Narodów Świata.

## Urodzeni
- Miguel Mykycej